# Pico Grande
Der Pico Grande (portugiesisch für Große Spitze) ist ein 1655 Meter hoher Berg auf der zu Portugal gehörigen Insel Madeira. Der eigentliche Gipfel besteht aus einem Block aus Vulkangestein (Tuff) und kann nur kletternd bestiegen werden. Die allein stehende Lage macht den Pico Grande zu einem der schönsten Aussichtsgipfel der Insel.

## Zugang
Der Berg kann von der Boca do Cerro, einem 1290 m ü. NN hohen Pass zwischen Curral das Freiras im Osten und dem Tal der Ribeira de Serra de Agua im Westen, bestiegen werden.
Einige Passagen des anfangs steilen und schmalen Bergwanderweges sind mit Seilen versichert. Die gängigste Route zur Boca do Cerro beginnt am Forsthaus an der Boca da Corrida, das vom Ort Jardim da Serra auf einer schmalen Asphaltstraße angefahren werden kann.   